# 효인
효인(1989년 8월 24일 ~ )은 대한민국의 가수로 아이돌 그룹 케이걸즈의 멤버이다. 2011년 미스 경북에 출전했으나 입상 실패, 2012년 미스 경북에 다시 출전하여 미스 상주에 입상했지만 본선 진출 자격이 주어지는 진·선·미에 입상하지 못해 본선 진출에는 실패했다. 이후 2013년 아이돌 그룹 피어나인으로 가수로 데뷔했다. 2014년 다시 미스 경북에 출전하여 선(善)에 입상, 2014년 미스코리아 본선에 진출했으나 입상에는 실패했다. 2015년 1월부터 미스코리아 아이돌 그룹인 케이걸즈의 2기 멤버로 선발되어 예명을 효인으로 정하고 다시 가수로 활동하고 있다.

## 프로필
- 출생: 1989년 8월 24일
- 신체: 169.4cm, 52kg, 34-23-35
- 학력: 대경대학교 연극영화과
- 수상: 2012년 미스 경북 미스 상주, 2014년 미스 경북 선(善) & 우정상
- 경력: 2012년 상주시 홍보대사

## 같이 보기
- 2014년 미스코리아
- 미스코리아 경북